# Zelotomys
Zelotomys é um gênero de roedores da família Muridae.

## Espécies
- Zelotomys hildegardeae (Thomas, 1902)
- Zelotomys woosnami (Schwann, 1906)